# The Minor Key
The Minor Key war ein Detroiter Jazzclub der frühen 1960er-Jahre, der zu seiner Zeit mit Baker's Keyboard Lounge zu den bedeutendsten Spielstätten des Modern Jazz gehörte.
The Minor Key  wurde von Sam Garno betrieben; das Lokal (11541 Dexter Avenue nahe Burlingame Avenue) befand sich in einem Verkaufsraum, der zuvor als Möbelgeschäft gedient hatte. Eröffnet wurde der Veranstaltungsort im Winter 1958/59; er war Detroits erstes Jazz-Café und eine bekannte Spielstätte für Jazzmusiker in den frühen 1960er-Jahren. Dort traten u. a. Cannonball Adderley, Miles Davis, Ramsey Lewis, Maynard Ferguson, John Coltrane, Horace Silver Bill Evans Yusef Lateef, Gene Harris Sonny Stitt, Kenny Dorham & Jackie McLean, Lem Winchester und Jimmy Smith auf. Der Club schloss 1963. Das Gebäude, in dem sich The Minor Key befand, wurde in späteren Jahren abgerissen; gegenwärtig (2016) ist dort Brachland.